# سلطان (واشینگتن)
سلطان (به انگلیسی: Sultan) نام یک شهر در ایالت واشینگتن در آمریکا است.

## وبگاه رسمی
- www.ci.sultan.wa.us/